# بطلمیوس سوم اورژتس
بطلمیوس سوم اورگتس (یونانی: Πτολεμαῖος Εὐεργέτης; c. 280 BC – November/December 222 BC (aged c. 60)) فرمانروای اهل مصر باستان بود.
بطلمیوس سوم اورگتس سومین فرعون از سلسله بطلمیوس در مصر از ۲۴۶ تا ۲۲۲ قبل از میلاد بود. لقب وی به پارسی "خیر" ترجمه میشود. پادشاهی بطلمیوس در دوران سلطنت خود، که توسط پدرش بطلمیوس دوم فیلادلفوس آغاز شد، به اوج اقتصادی و سیاسی رسید. وی به پشتیبانی از توسعه کتابخانه و میوزئون اسکندریه ادامه داد.
بطلمیوس سوم پسر ارشد بطلمیوس دوم و آرسینو اول بود. وقتی بطلمیوس سوم جوان بود، مادرش رسوا شد و او از جانشینی حذف شد. وی در اواخر سالهای ۲۵۰ قبل از میلاد به عنوان وارث تاج و تخت بازگردانده شد و در ۲۴۶ قبل از میلاد مسیح بدون هیچ مشکلی جانشین پدرش شد. پس از جانشینی، بطلمیوس سوم با برنیس دوم، شاهزاده کایرین ازدواج کرد و در نتیجه قلمرو او را به قلمرو بطلمیوس وارد کرد. در جنگ سوم سوریه (۲۴۶–۲۴۱ قبل از میلاد)، بطلمیوس سوم به انتقام قتل خواهرش به دست لائودایس اول به امپراتوری سلوکیان حمله کرد و تقریباً یک پیروزی کامل کسب کرد، اما در نتیجه قیام در مصر مجبور به ترک آن کارزار شد. پس از این شورش، بطلمیوس با کاهنان مصری پیوند نزدیکتری برقرار کرده و مجسمه خدایان مصری که اردشیر سوم هخامنشی یک قرن قبل تر با خود از آنجا برده بود را بازگرداند.
در اژه، بطلمیوس سوم با شکست ناوگان خود در آنتگونیدها در نبرد آندروس در حدود ۲۴۶ قبل از میلاد متحمل شکست شدیدی شد، اما وی در بقیه دوران سلطنت خود همچنان به حمایت مالی از مخالفان آنها در سرزمین اصلی یونان ادامه داد. پس از مرگ مرگ پسر بزرگش، بطلمیوس چهارم جانشینش شد.

## کتابشناسی
- Clayton, Peter A. (2006). Chronicles of the Pharaohs: the reign-by-reign record of the rulers and dynasties of ancient Egypt. Thames & Hudson. ISBN 0-500-28628-0.
- Hölbl, Günther (2001). A History of the Ptolemaic Empire. London & New York: Routledge. pp. 143–152 & 181–194. ISBN 0415201454.